# Josep Maria Bardolet
Josep Maria Mía  Bardolet, né le 22 février 1964 à Vic, est un pilote de rallye espagnol (essentiellement sur terre).

## Biographie
Son activité en compétitions de rallyes nationaux s'étale de 1986 à 1996.
Ses meilleurs résultats en WRC ont été une 4e place au rallye d'Espagne en 1991, et une 7e place au rallye du Portugal en 1992.

## Palmarès

### Titres
- Champion des champions de rallyes (à Madrid): 1991;
- Champion d'Espagne des rallyes: 1993, sur Opel Astra GSI 16V (copilote Joaquim Muntada);
- Champion d'Espagne des rallyes terre: 1991, sur Ford Sierra RS Cosworth 4x4 (copilote Antonio Rodriguez; vainqueur de 4 épreuves sur 7);
  - Vice-champion d'Espagne des rallyes terre: 1992, sur Ford Escort RS Cosworth (Josep Autet);
- Volant RACC (Real Automóvil Club de Cataluña): 1985, sur Renault 5 Coupe;

### Victoires
Championnat d'Espagne:
- Rallye de Osona: 1991;

Championnat d'Espagne (terre):
- Rallye de Tierra Costa Cálida-Lorca: 1991;
- Rallye de Tierra de Alicante: 1991;
- Rallye de Tierra de Gijón: 1991;
- Rallye de Tierra de Vigo: 1991;
- Rallye RACE-Mijas: 1992;
- Rallye Ara Lleida 1: 1992.